# Winzerkapelle
Eine Winzerkapelle, auch Weinhauerkapelle, ist eine Blasmusikkapelle von Weinbaugemeinden, die sich zur Weinkultur des jeweiligen Weinortes bekennt. Im Falle von „Weinhauerkapelle“ verweist die Bezeichnung „Hauer“ auf jene Zeit, als die Weinbauern noch mit der Haue in aufwendigen Arbeitsdurchgängen die in Stockkultur angelegten Weingärten bearbeiteten. Ebenso wie Winzerchöre treten Winzerkapellen im Umfeld des Weins (etwa bei Weinfesten), aber auch bei anderen Gelegenheiten (etwa bei Frühschoppen) auf. Für die Auftritte gibt es jeweils eine spezielle Adjustierung. In dem Weinviertler Ort Großkrut treten die Musiker der Weinhauerkapelle im Kalmuck-Janker, der in verschiedenen Gemeinden Niederösterreichs zur Festtracht der Winzer zählt, in Erscheinung.

## Winzerkapellen in Deutschland
- Winzerkapelle Bischoffingen (Bischoffingen, Ortsteil der Stadt Vogtsburg im Kaiserstuhl)[3]
- Winzerkapelle 1958 Ensch e. V. (Ensch, Rheinland-Pfalz)[4]
- Winzerkapelle Kesten-Osann (Osann-Monzel, Rheinland-Pfalz)[5]
- Winzerkapelle Kinheim e. V. (Kinheim, Rheinland-Pfalz)[6]
- Winzerkapelle Köndringen e. V. (Teningen-Köndringen, Baden-Württemberg)[7]
- Winzerkapelle Kröv (Kröv Rheinland-Pfalz)[8]
- Winzerkapelle Oberrotweil (Oberrotweil, Ortsteil der Stadt Vogtsburg im Kaiserstuhl)[9]
- Winzerkapelle Pommern e. V. (Pommern an der Mosel, Rheinland-Pfalz)[10]
- Winzerkapelle Pünderich e. V. (Pünderich, Rheinland-Pfalz)[11]
- Winzerkapelle Rüdesheim am Rhein (Rüdesheim am Rhein, Rheingau-Taunus-Kreis)[12]
- Winzerkapelle Waldrach 1928 e. V. (Waldrach, Rheinland-Pfalz)[13]
- Winzerkapelle Winningen (Winningen, Rheinland-Pfalz)[14]

## Weinhauerkapellen und Winzerkapellen in Österreich
- Weinhauerkapelle Großkrut (Großkrut, Weinviertel)[2]
- Winzerkapelle Kleinhöflein (Kleinhöflein, Ortsteil von Eisenstadt)[15]
- Weinhauerkapelle Perchtoldsdorf (Perchtoldsdorf, Bezirk Mödling)[16]
- Weinhauerkapelle Pfaffstätten (Pfaffstätten, Bezirk Baden)[17]
- Weinhauerkapelle Poysbrunn (Poysbrunn, Weinviertel)[18]